# Jean Lorrah
Jean Lorrah (* 1938) je americká spisovatelka, autorka desítek románů a novel , mj. o Star Treku.

## Životopis
Absolvovala státní univerzitu na Floridě. Učila angličtinu na Murray State University

## Knižní dílo

### Star Trek
- 1984 The Vulcan Academy Murders, česky vydáno s názvem Vraždy ve Vulkánské akademii roku 1995
- 1988 The IDIC Epidemic, česky vydáno s názvem Epidemie Idic roku 2006
- 1988 Survivors, česky vydáno roku 2009 pod názvem Otázka bezpečnosti
- 1990 Metamorphosic, česky vydáno pod názvem Metamorfózy v roce 1995